# British Aerospace Sea Harrier
Брітіш Аероспейс «Сі Харрієр» (англ. British Aerospace Sea Harrier) — британський палубний винищувач-бомбардувальник вертикального злету та приземлення. Створено на основі літака «Харрієр» сухопутного базування. Був на озброєнні Королівських ВМС Великої Британії у 1980—2006 роках.

## На озброєнні
- Велика Британія: з 1978 до 2006 року. Усього отримали 81 літак.
- Індія: на озброєнні з 1983 до 2016 року. Усього отримали 30 літаків.

## Тактико-технічні характеристики

### Технічні характеристики
- Екіпаж: 1 (пілот)
- Довжина: 14,17 м
- Розмах крила: 7,7 м
- Висота: 3,71 м
- Площа крила: 18,68 м²
- Маса порожнього: 6097 кг
- Маса спорядженого: 6374 кг (без бойового навантаження)
- Нормальна злітна маса:
  - при вертикальному зльоті: 8620 кг
  - при зльоті з розбігом: 10 210 кг
- Максимальна злітна вага: 11 880 кг
- Маса палива у внутрішніх баках: 2295 кг (+ 2404 кг у ПТБ)
- Силова установка: 1 × ТРДД Rolls-Royce Pegasus Mk.104
- Тяга: 1 × 95,6 кН (9750 кгс)

### Льотні характеристики
- Максимальна швидкість: 1190 км/год
- Бойовий радіус:
  - при вертикальному зльоті: 135 км
  - при зльоті з розбігом: 795 км (при злітній масі 9700 кг)
- Тривалість патрулювання:
  - при вертикальному зльоті: 24 хв
  - при зльоті з розбігом: 94 хв
- Практичний поріг: 15 300 м
- Максимальне експлуатаційне навантаження: +7,8/-4,2 g

### Озброєння
- Гармати: 2×30 мм гармати ADEN з 130 патронами на ствол
- Підвіски: 5
- Керовані ракети:
  - ракети «повітря-повітря»: AIM-9, AIM-120 (FRS.2), R550 Magic (FRS.51)
  - ракети «повітря-поверхня»: ALARM, AS.37 Martel, Sea Eagle
- Некеровані ракети: 4×18×68 мм ракет SNEB
- Підвісні бомби: некеровані масою до 454 кг